# Ivette Nadal
Ivette Nadal (Granollers, 6 de mayo de 1988) es una cantautora y poetisa española. Ha editado cuatro trabajos discográficos y cuatro poemarios. Empezó presentando sus trabajos en bares y espacios cercanos, hasta en los espacios más emblemáticos del panorama musical Catalán: en sus actuaciones combina canción y poesía propia. Ha colaborado con diversos artistas, entre ellos Manolo García en "Creyente bajo torres de alta tensión"  del disco Los días intactos siendo así el primer artista invitado en toda la discografía de Manolo García en solitario.

## Trayectoria
Las primeras actuaciones de Ivette Nadal a la guitarra en mano fueron en locales como L'horiginal, L'heliogàbal, L'elèctric y L'Sputnik. En ese periodo realizó varios recitales sola o compartiendo escenario con Enric Casasses, Blanca Llum Vidal, Joan Vinuesa y formó parte de la Generació (H)original
Con veinte años, en 2008, auto-editó su primer disco: Guerres dolcíssimes. Nadal había aparecido ya previamente como artista en la escuela itinerante Campus Rock del festival Senglar Rock y aprovechó las canciones que compuso, la experiencia y sus contactos con Toni Xuclà, David Rossell y Cris Juanico para crear su primer disco con una poética propia. 
En 2009 publicó el poemario Camí Privat, una recopilación de cuarenta poemas que recita en directo en sus actuaciones, con el material generado simultáneamente con su primer disco. Tras la publicación de su segundo trabajo musical, A l'esquena d'un elefant, el cantautor Manolo García le propuso colaborar en el álbum Los días intactos (2011) en el que ella interpreta la canción «Creyente bajo torres de alta tensión». En ese año, actúa con Manolo García en La Marató de tv3, y en el Teatro Coliseum de Barcelona. El disco fue elegido uno de los 10 mejores discos de 2010 en Radio 4 y se utilizaron sus temas en varias series de televisión como Pulseras rojas".[cita requerida] 
En 2012 presentó su trabajo Mestres i amics incorporando poesía de otros autores contemporáneos, votado entre los diez mejores trabajos en seis categorías de los Premios Enderrock 2013; en el mismo año publicó el primer videoclip 3D de un tema en lengua catalana incluido en el disco Calaix de dalt, premiado como el mejor videoclip en 3D en el festival 3D Film & Music Fest de Barcelona.
En junio de 2013 participó en el Concierto por la libertad, celebrado en el Camp Nou de Barcelona organizado por Òmnium Cultural, al que asistieron casi cien mil espectadores.
En 2016 presentó su trabajo Tornar a mare un disco de superación que contó con la colaboración de Manolo García y Joan Colomo.
Para celebrar una década en los escenarios, a finales del 2018 presenta el espectáculo y disco Arquitectura primera con el compositor y multiinstrumentista Pascal Comelade, un concierto único en el Teatro Auditorio de Granollers, una revisión personal de las canciones más representativas de Ivette Nadal con nuevos arreglos; con un sonido más radical y elegante, y también con un par de temas nuevos hechos para la ocasión y versiones de los Rollings Stones y Pj Harvey al catalán con letras inéditas de Enric Casasses. 

### Lucha contra la anorexia: Volver a madre
Después de 2012 se produjo un paréntesis en su trabajo, durante su lucha contra la anorexia una enfermedad que empezó a mostrar sus primeros síntomas en ella a los nueve años y que se agravó de los 23 a los 27 años. Fruto del proceso de autosuperación, nació su cuarto disco Tornar a mare (Volver a madre) presentado en 2016. 
«Un disco para salvarme» -afirmó al explicar en 2016 su trabajo- recordando cómo en la época de Mestres i amics (2012), salía al escenario «en condiciones que no eran sanas(...)Dicen que la anorexia es como un iceberg, que el no comer está en la cumbre y los problemas, en la base. En mi caso hubo un error ideológico: creé un personaje escénico que estaba enfermo (...) Creía que a la gente le gustaba mucho mi fragilidad, y quise llevarla al extremo, con una trascendencia, un sentimentalismo. Se me fue de las manos».
«Un día me vi a través de los cristales del metro y vi a aquella niña que había dentro de mi que quería volver a vivir y sonreír. Quería volver al vientre de la madre y quería volver como madre, porque había estado unos meses alejada de la realidad. Es un cambio de vida hacia la salud. Debes curarte por ti misma, como canta mi hijo al final de la canción» explica Ivette sobre Tornar a mare Financió el disco a través de una plataforma de micromecenazgo.  Todas las letras son suyas salvo «Versos enllà del camí», del poeta catalán Salvador Espriu. Contó con la colaboración de Manolo García  («No saps el mal que em fas») y de Joan Colomo («En aquest parany»). El videoclip del disco está realizado con imágenes cedidas por licencia libre Creative Commons al 3.0 por el director Scott Rhea.

### Les Kol·lontai
En enero de 2017 participa en el proyecto del grupo Les Kol.lontai, una producción del festival BarnaSans, con otras tres cantautoras: Montse Castellà, Sílvia Comes y Meritxell Gené i Poca. El nombre del grupo es un homenaje a la feminista soviética Alexandra Kolontai y sus canciones tiene una temática feminista de apoyo a la igual y libertad.

### Ep i quinto disco
Para celebrar una década en los escenarios, en la final de 2018 presenta el espectáculo y disco. Arquitectura primera con el compositor y multiinstrumentista Pascal Comelade, tres conciertos único con estreno en el Teatre Auditori de Granollers, una revisión personal de las canciones más representativas de Ivette Nadal con nuevos arreglos; con un sonido más radical y elegante, y también con un par de temas nuevos hechos por la ocasión y versiones de los Rolling Stones y PJ Harvey al catalán con letras inéditas de Enric Casasses.
De la colaboración Comelade-Nadal a finales de 2020 nace un disco, con el título En nom de la ferida. Está formado por 14 temas a caballo de la poética y la canción, y el diseñador Josep Abril hizo la portada del disco.

## Publicaciones

### Poemarios
- Camí privat (2008) editorial Roca Umbert.
- Arbres, mars, desconcerts (2017) editorial Llibres del segle.
- L'àngel i la infermesa del pensament (2020), editorial Cafè central i Eumo.
- Camí del text (2022), editorial Edicions Poncianes.

## Discografía

### Solitario
- Guerres dolcíssimes (Autoedición - RHRN, 2007)
- A l'esquena d'un elefant (Autoedición - RHRN, 2009)
- Mestres i amics (Autoedición - RHRN, 2012)
- Tornar a mare (Autoedición - RHRN, 2016)
- Les hores blaves (Autoedición - Picap, 2022)

### Colaboraciones
- Con Manolo García en Los días intactos (2011) con «Creyente bajo torres de alta tensión».
- Con Pascal Comelade en Arquitectura primera (Discmedi, 2018; EP)
- Con Pascal Comelade en En nom de la ferida (Autoedició - RHRN, 2020)